# Konsystorz Polowy Rzymskokatolicki
Konsystorz Polowy Rzymskokatolicki – jednostka organizacyjna w strukturze Ministerstwa Spraw Wojskowych II Rzeczypospolitej, powołana 5 grudnia 1918 na miejsce Zarządu Naczelnego Kapelana Wojsk Polskich - na mocy rozporządzenia kierownika Ministerstwa Spraw Wojskowych Jana Wroczyńskiego.
Konsystorzem Polowym Rzymskokatolickim kierował Naczelny Kapelan Wojsk Polskich ks. Jan Pajkert.
Na mocy dekretu z 18 stycznia 1919 przy Konsystorzu Polowym ustanowiono szefów wyznań:
- protestanckiego,
- prawosławnego,
- mojżeszowego.

3 marca 1919 Konsystorz Polowy został zlikwidowany a na jego miejsce powołano Kurię Biskupią. Biskupem polowym Wojska Polskiego został Stanisław Gall.

## Skład
- Naczelny Kapelan Wojsk Polskich - ks. Jan Pajkert
- Regens Konsystorza (szef Kancelarii) - ks. Tadeusz Jachimowski
- Sekretarz Konsystorza - ks. Antoni Niewiarowski

## Przekształcenia
Zarząd Naczelnego Kapelana Wojsk Polskich (1918) → Konsystorz Polowy Rzymskokatolicki (1918-1919) → Kuria Biskupia Biskupa Polowego Wojska Polskiego (1919-1947, 1991-nadal)